# Mahmoud Dicko
Mahmoud Dicko (em árabe: محمود ديكو; nascido por volta de 1954) é um imame salafista do Mali, da região de Tombouctou, que presidiu o Alto Conselho Islâmico do Mali (Haut Conseil islamique malien, HCIM) de janeiro de 2008 a abril de 2019. Formado nas escolas corânicas da Mauritânia e da Arábia Saudita,  é um wahhabista e mantém uma posição rigorosa do Islã.
Líder político-religioso considerado em 2020 uma das pessoas mais influentes no Mali, embora nunca tenha se candidatado a um cargo público, Dicko atuou como mediador entre o governo do Mali e grupos jihadistas no norte do país. Depois de apoiar Ibrahim Boubacar Keïta nas eleições de 2013, passou para a oposição em 2017.
Em 7 de setembro de 2019, iniciou seu próprio movimento denominado Coordenação de Movimentos, Associações e Simpatizantes (Coordination des Mouvements, Associations et Supporteurs, CMAS). Em 2019 e 2020, convocou várias manifestações importantes contra o presidente Keita.